# Municipio de Joquicingo
El municipio de Joquicingo es uno de los 125 municipios del Estado de México. Su cabecera es la localidad de Joquicingo.

## Geografía
El municipio de Joquicingo colinda al norte con los municipios de Texcalyacac y Tianguistenco; al este con el municipio de Ocuilan; al sur con los municipios de Malinalco y Tenancingo; y al oeste con el municipio de Tenango del Valle.

## Localidades
El municipio de Joquicingo cuenta con 13 localidades.
| Localidad              | Población (2020) |
| ---------------------- | ---------------- |
| Techuchulco de Allende | 5 044            |
| Joquicingo             | 4 832            |
| El Guarda de Guerrero  | 1 711            |

## Gobierno
| Presidente municipal          | Periodo   | Partido | Partido                              |
| ----------------------------- | --------- | ------- | ------------------------------------ |
| Amor Navas Valdéz             | 1934-1935 |         | Partido de la Revolución Mexicana    |
| Sabino Navas Valdéz           | 1936-1937 |         | Partido de la Revolución Mexicana    |
| León Orihuela López           | 1938-1939 |         | Partido de la Revolución Mexicana    |
| Pablo Orihuela López          | 1940-1941 |         | Partido de la Revolución Mexicana    |
| Manuel Reynoso                | 1942-1943 |         | Partido de la Revolución Mexicana    |
| Modesto Orihuela              | 1944-1945 |         | Partido de la Revolución Mexicana    |
| Alfredo Montes de Oca         | 1946-1948 |         | Partido Revolucionario Institucional |
| Modesto Orihuela              | 1949-1951 |         | Partido Revolucionario Institucional |
| Austroberto Montes de Oca     | 1952-1954 |         | Partido Revolucionario Institucional |
| Pablo Orihuela López          | 1955-1957 |         | Partido Revolucionario Institucional |
| Gonzalo Olivares Tapia        | 1958-1960 |         | Partido Revolucionario Institucional |
| Alfonso Rico                  | 1961-1963 |         | Partido Revolucionario Institucional |
| Pablo Orihuela López          | 1964-1966 |         | Partido Revolucionario Institucional |
| Delfino Chávez Pérez          | 1967-1969 |         | Partido Revolucionario Institucional |
| Elías Chávez Navas            | 1970-1972 |         | Partido Revolucionario Institucional |
| Gonzalo Urbina Rico           | 1973-1975 |         | Partido Revolucionario Institucional |
| Misael Orihuela Pérez         | 1976-1978 |         | Partido Revolucionario Institucional |
| Aureliano Carrillo Rico       | 1979-1981 |         | Partido Revolucionario Institucional |
| Antonio Arizmendi Orihuela    | 1982-1984 |         | Partido Revolucionario Institucional |
| Elías Aguilar Leyva           | 1985-1987 |         | Partido Revolucionario Institucional |
| Vicente Rico Álvarez          | 1988-1990 |         | Partido Revolucionario Institucional |
| Marco Antonio Pérez Rico      | 1991-1993 |         | Partido Revolucionario Institucional |
| Nicolás Ramos Castañeda       | 1994-1996 |         | Partido Revolucionario Institucional |
| Casimiro Montalbán Hernández  | 1997-2000 |         | Partido de la Revolución Democrática |
| Pascual Segura Catalán        | 2000-2003 |         | Partido Revolucionario Institucional |
| Alberto Díaz Barrera          | 2003-2006 |         | Partido Acción Nacional              |
| Doroteo Siles Garduño         | 2006-2009 |         | Partido Revolucionario Institucional |
| Mariano Solano Orihuela       | 2009-2012 |         | Partido Revolucionario Institucional |
| Augusto González Pérez        | 2013-2015 |         | Partido Acción Nacional              |
| Alma Delia Pallares Castañeda | 2016-2018 |         | Partido Revolucionario Institucional |
| Dionicio Becerril López       | 2019-2021 |         | Movimiento Regeneración Nacional     |
| Rausel Cervantes Huertas      | 2022-2024 |         | Partido Verde Ecologista de México   |